# Technomyrmex grandis
Technomyrmex grandis är en myrart som beskrevs av Carlo Emery 1887. Technomyrmex grandis ingår i släktet Technomyrmex och familjen myror.

## Underarter
Arten delas in i följande underarter:
- T. g. bandarensis
- T. g. grandis